# Montrose Chemical Corporation of California
Die Montrose Chemical Corporation of California war ein US-amerikanisches Chemieunternehmen, das von 1947 bis zur Einstellung der Produktion im Jahr 1982 der größte Hersteller des Insektizids DDT in den USA war. Die unsachgemäße Entsorgung von chemischen Abfällen aus der DDT-Produktion führte zu schweren Umweltschäden im Pazifischen Ozean in der Nähe von Los Angeles, und das ehemalige Hauptwerk in Harbor Gateway South in Los Angeles in der Nähe von Torrance, Kalifornien, wurde von der Environmental Protection Agency als Superfund-Standort ausgewiesen.

## Umweltauswirkungen
Zwischen den späten 1950er und den frühen 1970er Jahren war das Unternehmen für die Einleitung von schätzungsweise 1.700 Tonnen DDT in den Ozean über das Abwassersystem des Bezirks verantwortlich, wodurch das Sediment auf dem Meeresboden vor der Küste von Los Angeles kontaminiert wurde. Außerdem kippte das Unternehmen im gleichen Zeitraum Hunderttausende von Fässern mit DDT-haltigen Abfällen an einer Tiefseestelle zwischen der kalifornischen Küste und Santa Catalina Island ab. Einige der Fässer wurden wesentlich näher an der Küste versenkt als die vorgesehene Tiefseestelle, und viele der Fässer wurden vorher durchlöchert, um sicherzustellen, dass sie sinken würden.
DDT und polychlorierte Biphenyle (PCBs) gelangen aus den kontaminierten Sedimenten ins Wasser. Obwohl die Verklappung von DDT 1982 eingestellt wurde, bleibt das Palos Verdes Shelf kontaminiert. DDT und PCBs gelangen durch Würmer und Mikroorganismen, die im Sediment leben, in die Nahrungskette. Fische können viele dieser Organismen fressen, wodurch sich das DDT und PCB im Fischgewebe anreichert. Fischfressende Vögel, Meeressäuger und Raubvögel, die sich von beidem ernähren, reichern mehr von den Toxinen an.

## Aktueller Stand
Seit 1985 werden in Südkalifornien wegen erhöhter DDT- und PCB-Werte Empfehlungen für den Fischkonsum und Gesundheitswarnungen ausgesprochen. Vor allem bodenfressende Fische sind durch hohe Kontaminationen gefährdet. Der Verzehr von Weißem Umber, der die höchsten Kontaminationswerte aufweist, sollte vermieden werden. Auch andere bodenfressende Fische wie Paralabrax clathratus, Stachelköpfe, Königinnen-Umber, Cheilotrema saturnum, Semicossyphus pulcher, Brandungsbarsche und Cottoidea sind stark kontaminiert. Als Teil des Superfund-Projekts will die Environmental Protection Agency das Verbot der kommerziellen Fischerei und der Freizeitfischerei auf den Weißen Umber verstärken.
Noch bis 2007 konnten sich Weißkopfseeadler auf Santa Catalina Island nicht fortpflanzen, weil das DDT dazu führte, dass ihre Eierschalen zu dünn wurden und aufbrachen, bevor der Adler voll entwickelt war. Kalifornische Seelöwen weisen hohe DDT-Werte und eine hohe Krebsrate auf, die bei Wildtieren selten ist.

## Rechtsstreitigkeiten
Im Oktober 1989 wurde der ehemalige Standort von Montrose Chemical in die Superfund-National Priorities List aufgenommen. 1990 reichten die Vereinigten Staaten und Kalifornien Klage gegen Montrose Chemical und neun weitere Anlagen in der Nähe der Palos-Verdes-Halbinsel ein und beriefen sich dabei auf Schäden an der nahegelegenen Meeresumwelt.
Im Dezember 2000 legten die Montrose Chemical Corporation of California und drei weitere Unternehmen ihre Klagen gegen eine Gesamtsumme von 73 Millionen Dollar bei. Zusammen mit früheren Klagen brachte dies die Gesamtsumme auf 140 Millionen Dollar, um die Wiederherstellung der Meeresumwelt des Palos Verdes Shelf zu finanzieren.